# Definición Extrema
Definición Extrema es un término usado en internet para referirse a la resolución de vídeo 1440p (2560x1440). 
Se nombró basándose en el formato Alta Definición Extrema (XHD),ya que ambos formatos tienen 2560 píxeles horizontales. Pero para evitar confusiones le quitaron la coletilla Alta, quedando XD (eXtreme Definition).
Actualmente no se comercializa contenido en este formato, únicamente algún tráiler (cómo el de la película Las Crónicas de Narnia) y demostración.
- Datos: Q8354425